# Standing in the Way of Control (single)
Standing in the Way of Control is de eerste single van de post-punk groep The Gossip. Het is afkomstig van hun debuutalbum Standing In The Way Of Control.
Het nummer behaalde de 13e positie in de UK Singles Chart. Ook werd het een nummer 1-hit in de Kink 40 van Kink FM.